# M/T Sveadrott
M/T Sveadrott var ett svenskt tankfartyg.
Sveadrott byggdes 1938 och var då ett av Sveabolagets 84 fartyg. Hon var med sina 15 310 ton d.w. Kockums största bygge och Sveriges största handelsfartyg. Hon var dessutom Sveriges snabbaste tankfartyg.
Fartyget deltog under andra världskriget i lejdtrafiken och var det första fartyg som tilläts passera Skagerackspärren.